# ロイ・クーパー
ロイ・アズベリー・クーパー3世（Roy Asberry Cooper III, 1957年6月13日 - ）は、アメリカ合衆国の弁護士、政治家。ノースカロライナ州知事（第75代）を2期8年務めた。民主党所属。
ノースカロライナ州下院議員、ノースカロライナ州上院議員、ノースカロライナ州上院多数党院内総務、第49代ノースカロライナ州司法長官などを歴任した。

## 経歴

### 生い立ち
教師の母ビヴァリー・ソーン（旧姓：バチェラー）と弁護士で民主党活動家の父ロイ・アズベリー・クーパー2世の息子として、ノースカロライナ州ナッシュビルに生まれる。小中学生時代は公立学校に通い、夏には両親が経営するタバコ農場で働いた。高校はノーザン・ナッシュ高校に通い、3年生の時にはナッシュ郡の代表として青年議会のメンバーに選出された。
1975年に高校を卒業したのち、ノースカロライナ大学チャペルヒル校に奨学生として進学する。大学では民主党の青年組織で会長に選出された。
1982年、ノースカロライナ大学ロー・スクールで法学博士号を取得する。ロー・スクール在学中、ノースカロライナ州知事のジム・ハントによって、州の政策諮問機関である目標政策委員会の委員に最年少メンバーとして任命された。のちには暫定均衡成長委員会や「ノースカロライナ2000委員会」の委員にも起用された。

### 弁護士
1982年、ノースカロライナ州ナッシュビルのフィールズ・クーパー・アンド・ヘンダーソン法律事務所に入社した。この法律事務所はクーパーの父が設立した事務所だった。3年後の1985年には同事務所のパートナーに昇格する。
1984年のノースカロライナ州知事選挙では、民主党のローチ・フェアクロス陣営でロッキーマウント市およびナッシュ郡の選挙対策本部長を務めた。

### ノースカロライナ州議会議員

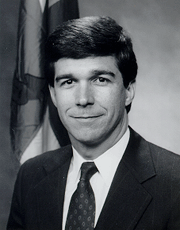
ノースカロライナ州上院議員時代のクーパー

1985年11月19日、翌年のノースカロライナ州議会下院議員選挙に第72選挙区から立候補することを表明した。民主党予備選挙では12期務めた現職のアレン・バービーに挑み、ナッシュ郡の学校合併紛争の解決を訴えた。予備選挙を76%の得票率で勝利し、本選では対立候補が現れなかったため無投票で当選した。
1989年1月、下院議長のリストン・B・ラムゼイによる独裁的な議会運営に反発し、民主党の改革派有志や共和党議員と協働してラムゼイを議長職から引きずり下ろす。ヨセフス・L・マヴレティックを後任の下院議長に擁立し、自らは下院司法委員長に就任した。
1991年2月、州上院議員のジム・エゼルが交通事故で死去したため、エゼルの残り任期を務める上院議員に任命される。1997年、リチャード・コンダーがノースカロライナ州公益事業委員への転身のため辞職したことに伴い、上院多数党院内総務に選出された。上院議員としての最後の任期中、ノースカロライナ州弁護士会の理事に選出され、2002年6月までその職を務めた。
州議会議員時代は、学校に銃を持ち込む未成年者への罰則の導入、公文書へのアクセスの簡易化、州の情報公開制度の拡充、知事の拒否権の強化などに取り組んだ。

### ノースカロライナ州司法長官

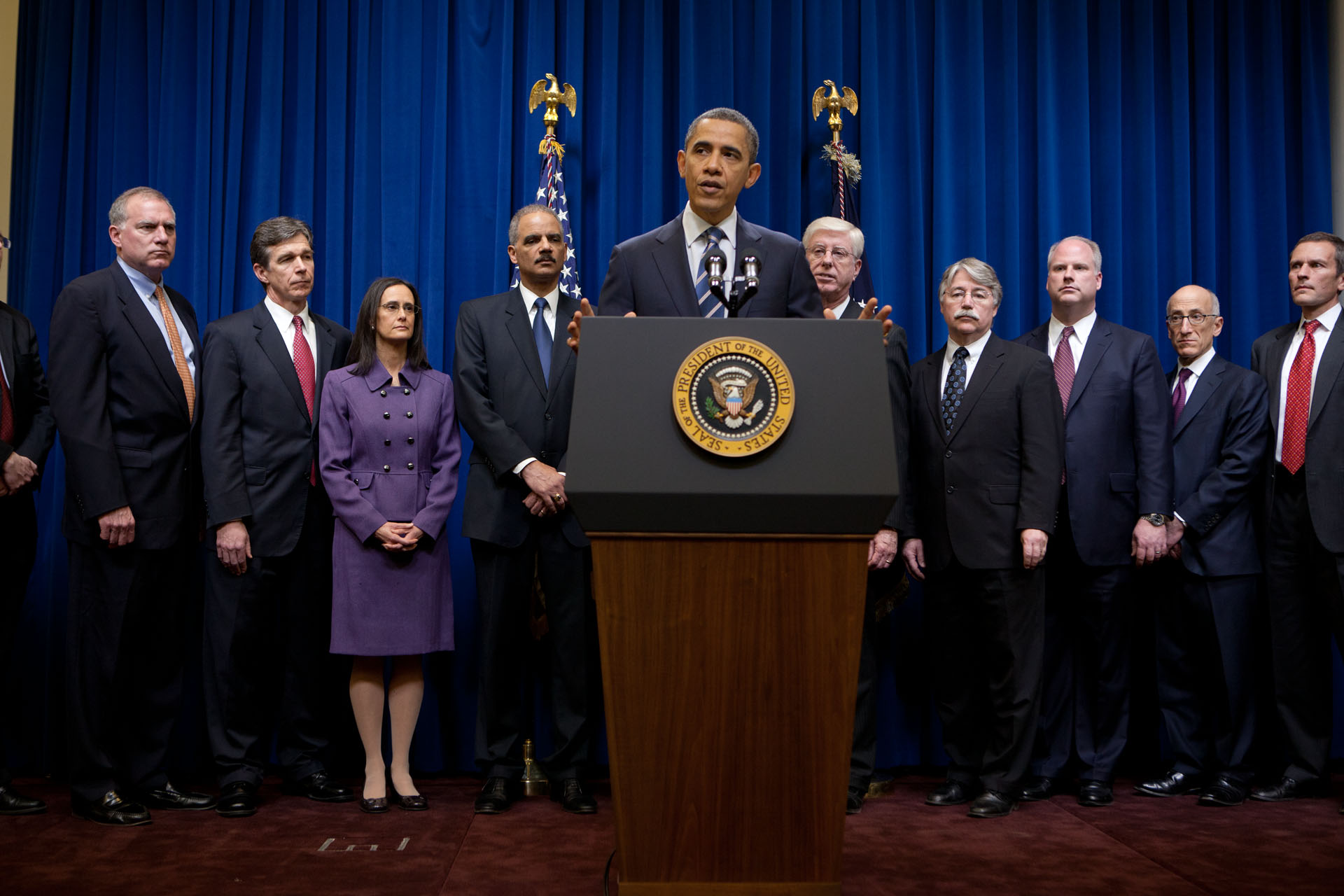
第44代アメリカ合衆国大統領バラク・オバマの演説に同席するクーパー（左から2人目、2012年2月）

2000年1月10日、ノースカロライナ州司法長官選挙への立候補を表明する。11月の本選で共和党のダン・ボイスと改革党のマーガレット・パームズを破り、2001年1月6日に司法長官に就任した。2004年には共和党のジョー・ノットを破って再選を果たし、2008年にはその年の州全体の候補者の中で最多の票を獲得して3回目の当選を決めた。2012年には無投票で4期目を迎え、2,828,941票を獲得した。
2001年2月、停学中の生徒たちは深刻な問題に巻き込まれるリスクが高いとの研究を踏まえ、停学処分を受けている中学・高校生向けの新しい指導プログラムを設立する法案を提出した。このプログラムの下では、停学中の生徒たちは州立の教育施設で教育を受けることになる。同年6月、知事のマイク・イーズリーはこの法案に署名した。
2006年にデューク大学男子ラクロスチームの選手3人が性的暴行容疑で告訴された事案をめぐっては、ダーラム郡の検事による違法捜査が発覚したことを受け、2007年1月に検察側として捜査を引き継いだ。3か月間にわたる捜査の結果、証拠不十分や告発者の証言の矛盾が認められたため、クーパーは選手3人を無実であると宣言した。さらに「今回の出来事は検事の権限濫用がもたらす甚大な結果を示している」と指摘し、選手3人を性急な捜査の被害者と認定した。この対応は超党派の称賛を受け、『60ミニッツ』からも肯定的に評価された。
2007年4月にバージニア工科大学銃乱射事件が発生した際には、教育機関での銃乱射事件対策を政府に提言するタスクフォースを創設し、2008年1月に報告書を提出した。報告書の発表後、ノースカロライナ州議会議員と連携し、銃所持者の入院歴を全国銃所持許可データベースに記録することを裁判所に義務付ける法律を可決させた。

### ノースカロライナ州知事
2014年11月6日、2016年のノースカロライナ州知事選挙への立候補を表明する。民主党予備選挙を69%の得票率で制し、2016年11月8日の本選で共和党現職のパット・マクローリーと対決した。選挙戦は接戦となり、11月22日、マクローリーはすべての票の再集計を要求した。11月30日、ノースカロライナ州選挙管理委員会はダーラム郡の一部の票の再集計を命じる。再集計が完了する前に大勢が判明したため、マクローリーは12月5日に敗北を認めた。クーパーは総投票数470万票のうち10,227票差で勝利を収め、ノースカロライナ州史上初めて現職の知事を降した。

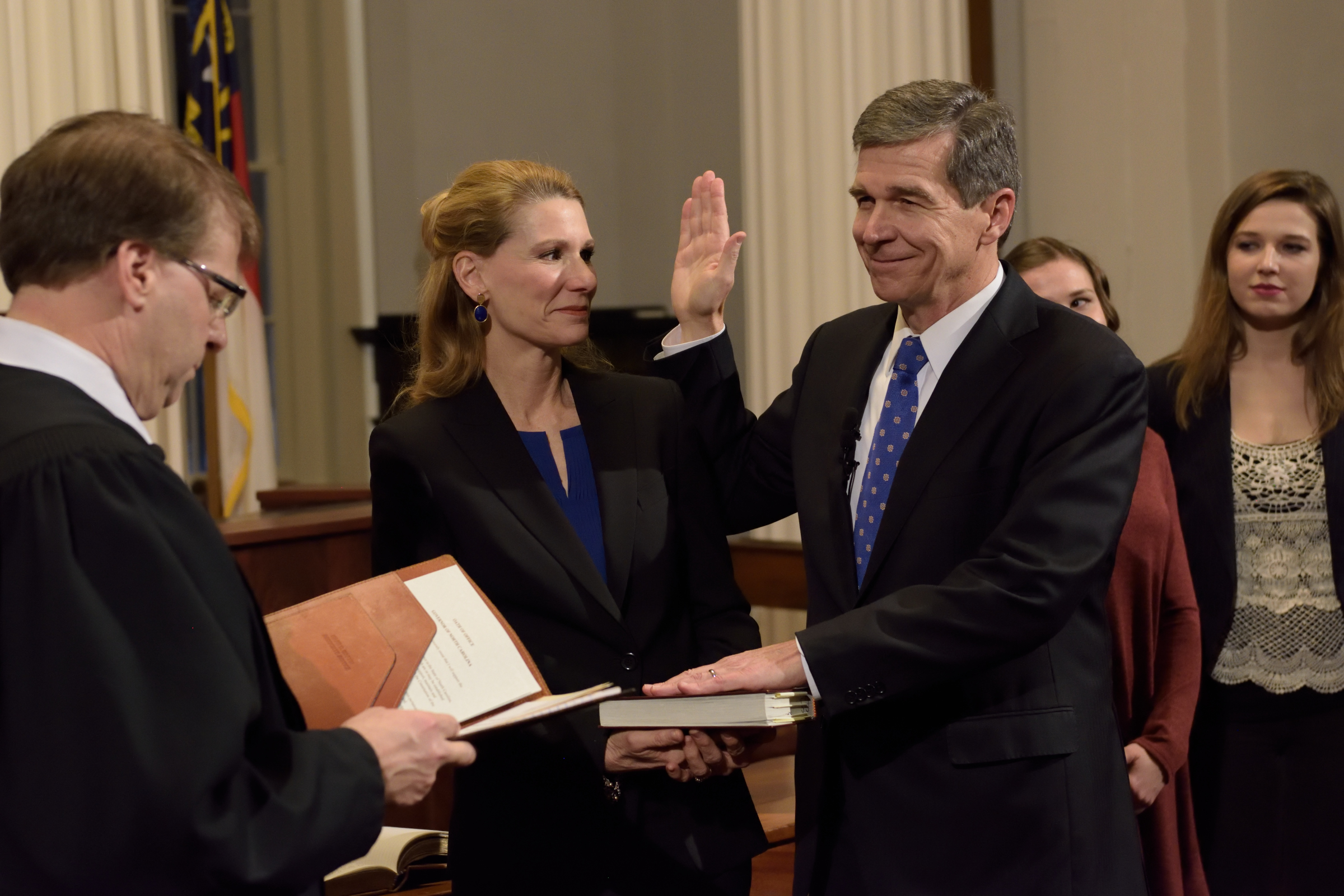
ノースカロライナ州知事に宣誓就任するクーパー（2017年1月）

就任直後の2017年1月6日、ノースカロライナ州でのメディケイド適用範囲拡大の連邦承認を要請した。同年5月9日には、ドナルド・トランプ政権が設置したオピオイド依存症対策委員会のメンバーに任命された。
2019年12月5日、再選を目指して州知事選に立候補することを表明する。2020年3月3日の民主党予備選挙では87.19%の票を得て指名を獲得し、11月3日の本選でも共和党候補のダン・フォレストを4.5ポイント差で破って勝利した。ノースカロライナ州で知事が再選を果たしたのは、マイク・イーズリーが2004年に再選されて以来のことだった。

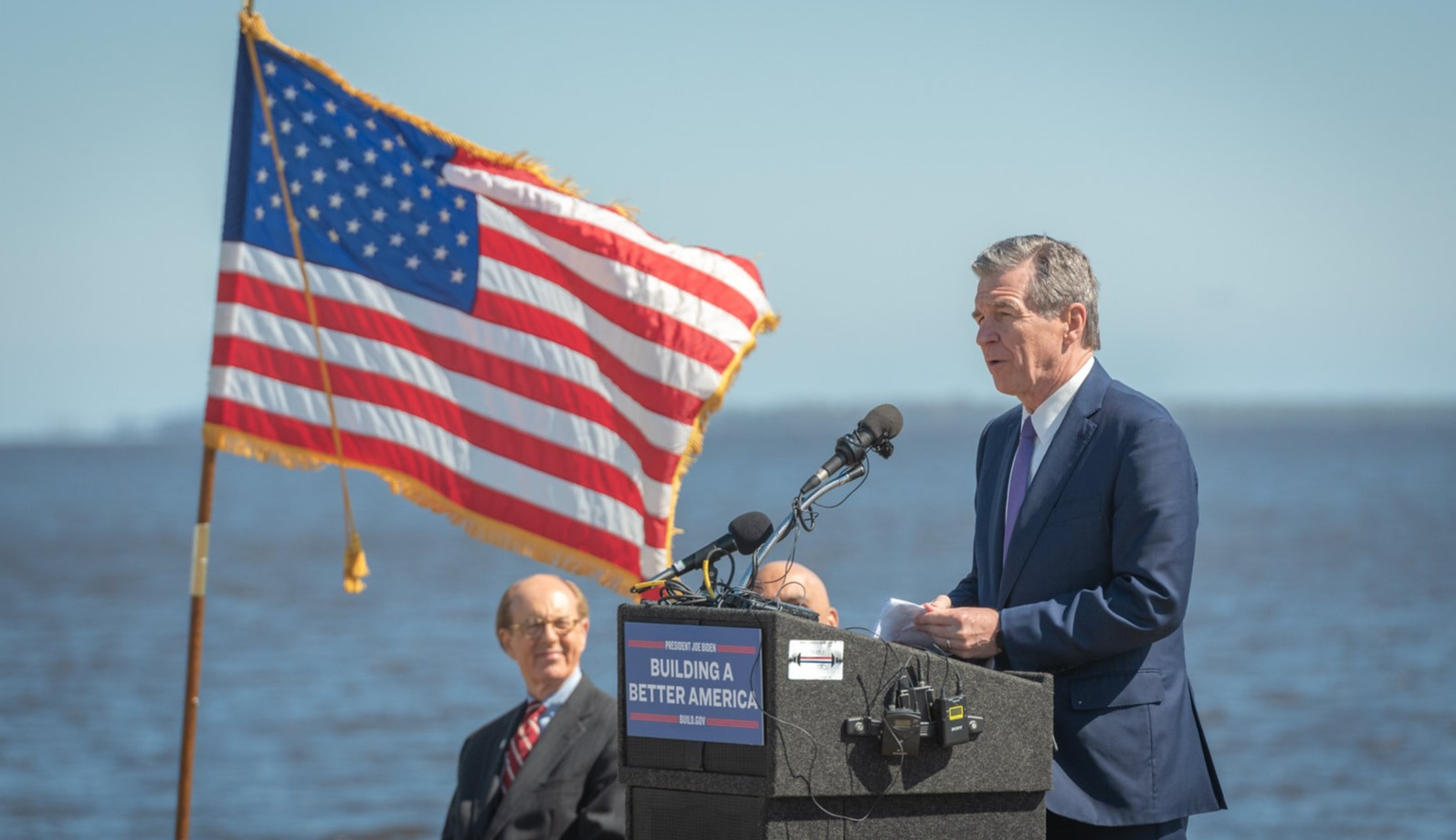
ティレル郡で演説するクーパー（2023年3月）

2020年2月11日、新型コロナウイルスの感染が拡大するのに先立ち、ノースカロライナ州に新型コロナウイルス対策本部を設置することを発表した。3月10日に州内で7例目の感染が確認されると非常事態宣言を発令し、4日後には100人以上の集会を禁止する行政命令を発令した。6月には一般開放されている州全土のエリアでのマスク着用を州民に義務付けた。
2023年3月27日、共和党による長年の抵抗を経て州議会上下両院で法案が可決されたことを受け、メディケイドを拡大する画期的な法案に署名した。これにより、ノースカロライナ州の低所得者層の60万人以上が州のメディケイドプログラムの対象となると推定されている。
2024年大統領選挙ではジョー・バイデンの撤退直後にカマラ・ハリスへの支持を表明した。副大統領候補への指名が有力視されたが、2024年7月29日、選考を辞退したことを明らかにした。

## 私生活
1992年、ノースカロライナ州議会の専属弁護士だったクリスティン・クーパー（旧姓：バーンハート）と結婚した。2人には3人の娘がおり、3人ともノースカロライナ大学チャペルヒル校を卒業している。家族は州知事公邸に住んでいる。
クーパーは長老派教会の執事であり、日曜学校では教師を務めている。
ナショナルホッケーリーグ（NHL）のカロライナ・ハリケーンズの熱狂的なファンである。しばしば競技場へ観戦に赴くほか、ハリケーンズの装備を着飾ってハロウィンパーティーをはしごしたこともある。